# Amarante nitidule
Lagonosticta nitidula
Espèce
Statut de conservation UICN

 LC  : Préoccupation mineure
Statut CITES
L'Amarante nitidule (Lagonosticta nitidula) est une espèce de passereaux de la famille des Estrildidae.